# 马拉加篮球俱乐部
马拉加篮球俱乐部( Baloncesto Málaga, S.A.D. )，因贊助商的緣故而被外界稱為Unicaja，是西班牙马拉加職業篮球隊。當前於西班牙篮球甲级联赛和歐洲籃球聯賽角逐。該隊伍由西班牙銀行Unicaja贊助。

## 外部連結
- Official Website （页面存档备份，存于） （西班牙文）
- Baloncesto Málaga at ACB.com （西班牙文）
- Baloncesto Málaga （页面存档备份，存于） at Euroleague.net
- Baloncesto Málaga （页面存档备份，存于） at Eurobasket.com